# Armas Uksila
Johannes Armas Petter Pekanpoika Uksila, född 5 juni 1886 i Uleåborg, död 15 december 1921 i Brooklyn, New York, var en amerikafinländsk tenorsångare och tidningsman. Han var även känd under pseudonymen Pahka-Jaakko.
1918 gjorde Uksila under pseudonymen Pahka-Jaakko två skivinspelningar med sånger av J. Alfred Tanner för skivbolaget Victor i USA. Två år senare var han en av initiativtagarna till den amerikafinländska manskören New Yorkin Laulumiehet. Han var även verksam som tidningsman och var en av de starkare krafterna inom den finska tidningsverksamheten i USA.

## Skivinspelningar

### 27 januari 1918
- Kerrän mä rakastuin
- Pikkuinen poika